# Athanasios Rhousopoulos
Athanásios Sérgiou Rhousópoulos (1823-1898) est une figure de l'archéologie grecque du XIXe siècle. Il est à la fois archéologue, épigraphiste, marchand d'antiquités et professeur à l'Université d'Athènes. Il se fait reconnaître comme l'un des principaux acteurs du marché des antiquités en Grèce entre les années 1860 et 1890, et constitue une collection considérable d'objets antiques, dont une partie se disperse à travers l'Europe. Son activité de marchand, bien que lucrative, suscite des débats sur la préservation du patrimoine grec. En parallèle, son enseignement contribue à la formation des premières générations d'archéologues grecs, ce qui fait de lui une figure clé de cette discipline à ses débuts, malgré les tensions entre la valorisation du patrimoine antique et les impératifs de la recherche et du commerce.